# アエロフロート航空411便墜落事故
アエロフロート航空411便墜落事故は、アエロフロート・ロシア航空の運行するモスクワ発ダカール経由、フリータウン行のIl-62が1982年7月6日未明、離陸直後のエンジン4基のうち2基の推力を失って墜落炎上した事故である。この事故によって乗員乗客90名全員が死亡した。

## 事故機
事故機はイリューシンIl-62Mで、登録はSSSR-86513であった。初飛行は1980年11月で、事故前の飛行時間は4800時間をわずかに超えていた。

## 事故の詳細
411便は80人の乗客と10人の乗員を乗せ、午前12時33分にシェレメーチエヴォ国際空港を離陸した 。数秒後、第1エンジンの火災警報が発せられ、乗務員は消化装置を作動させて第1エンジンを停止させた。1分も経たないうちに、第2エンジンからも火災警報が発せられ、乗務員は第2エンジンも同様に停止させた。乗務員はは機体を旋回させてシェレメーチエヴォ国際空港に戻ろうとしたが、その時点で機体は高度160mであり、速度も320km/hしか出ていなかった 。パイロットの懸命な機体維持の努力も実らず、機体はどんどん速度と高度を失い、高度75mの時点で失速した。その後、411便は離陸から3分も経たないうちにメンデレーヴォの東1.5km、シェレメーチエヴォ国際空港から北西に11.4kmの地点で墜落した。

## 事故の調査
墜落後のエンジン調査では飛行中のエンジン損傷や火災の兆候は見つからず、火災警報は誤報であったとわかった。しかし火災警報システムは墜落の衝撃により完全に破壊されており、誤報の原因は特定できなかった。1975年から事故までの間に、Il-62ではブリードエアの漏れがエンジン火災の誤報を引き起こした例が9件報告されていたが、これは原因から除外された。
調査では、離陸用フラップがセットされ、164,514kgと最大離陸重量に近い状態の機体をエンジン2基のみで高度維持するのは不可能であったと判明した。パイロットの行動になんの過失もなかったが、地上は暗く、更に市街地であったため不時着をすることは出来なかった。さらに調査ではパイロットが適切にフライトマニュアルに従っていたことを示したが、マニュアルには411便の状況を想定した手順はなかった。